# 彭玉麟

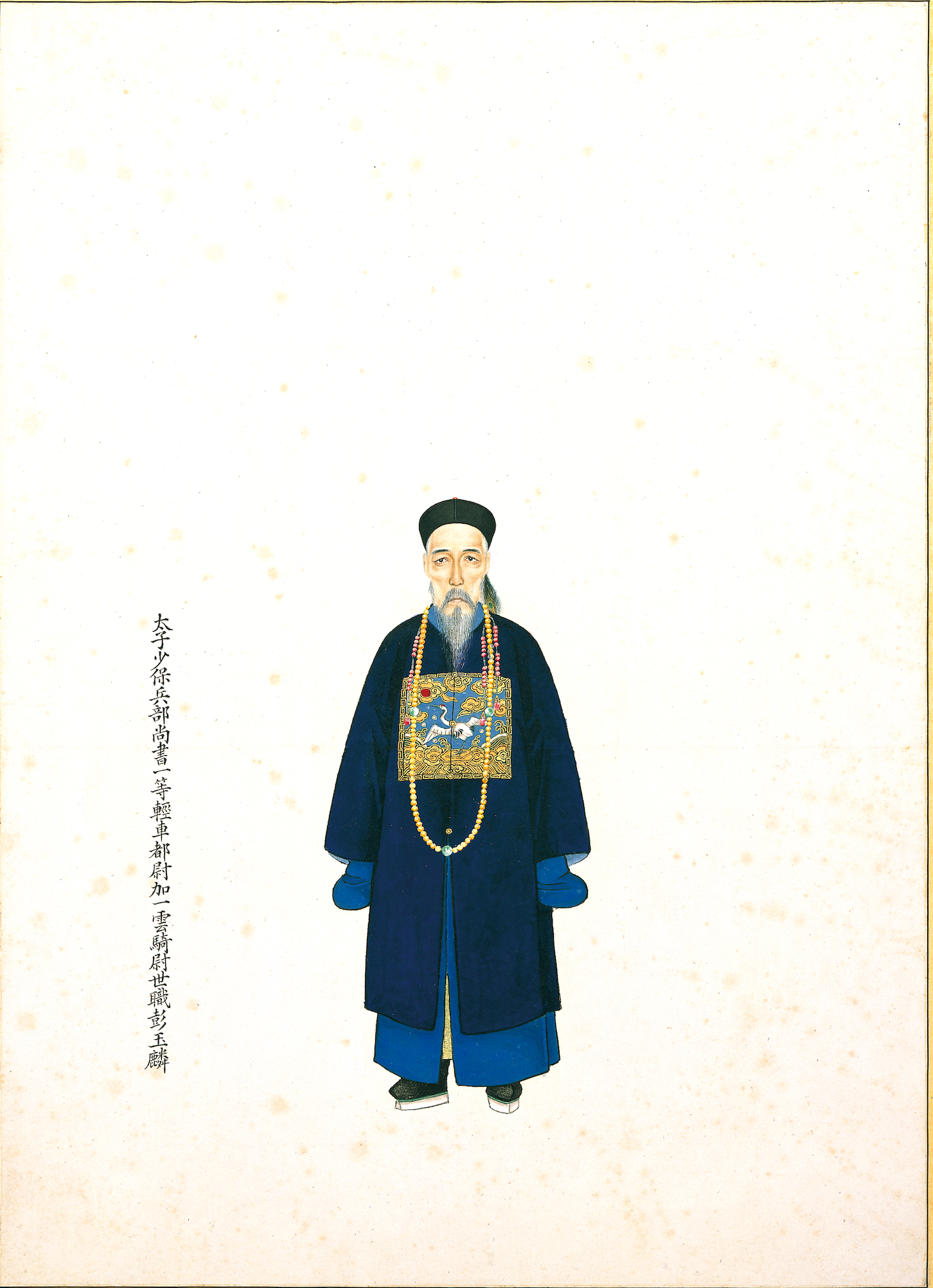
彭玉麟

彭 玉麟（ほう ぎょくりん、Péng Yùlín、1817年1月30日 - 1890年4月24日）は、湘軍の指揮官。字は雪琴。安徽省安慶府出身。
1832年、父に従って本籍の湖南省衡陽県に戻る。太平天国軍が湖南省に進出すると団練を組織した。1853年、曽国藩が湘軍水師を創設すると、水師提督に任命され、楊岳斌とともに水軍を率いて太平天国との戦いに当たり、長江沿岸を転戦した。1861年、広東布政使に抜擢された。さらに安徽巡撫に指名され袁甲三の軍務を補佐するように命ぜられたが、水軍の指揮が専門であるからと固辞し、改めて水師提督に任ぜられた。1862年、兵部右侍郎となり、水軍を率いて南京を包囲する曽国荃を補佐した。1868年に曽国藩とともに長江水師営制を上奏し、防衛体制の策定を訴えた。翌年に郷里に戻るが、1872年から長江水師の巡閲を命じられ、毎年巡閲を行った。1883年、兵部尚書に抜擢された。清仏戦争の際には広東省の防衛に派遣されたが、病のために辞職した。死後、剛直の諡号を贈られた。
軍務の余暇によく絵画と詩文をたしなんだ。彼の詩は後に『彭剛直詩集』としてまとめられた。